# Hanne Mette Ochsner Ridder
Hanne Mette Ochsner Ridder (født 16.7.1963) er Professor i Musikterapi og leder af Doctoral Programme in Music Therapy ved Institut for Kommunikation og Psykologi på Aalborg Universitet. Hun forsker i, hvordan musik kan indgå i samvær, behandling og aktivitet i demensomsorgen. Dertil hun er forfatter til bøger om musik og demens samt en lang række artikler udgivet i danske og internationale tidsskrifter.

## Uddannelse og beskæftigelse
Hanne Mette Ochsner Ridder er Cand.phil. (1985-1989) og Ph.d. (2000-2003) i musikterapi ved det humanistiske fakultet, Aalborg Universitet. Hun er uddannet klinisk supervisor (AAU og Aalborg Psykiatriske Sygehus, 2009-2010), og har læst fransk ved Centre Universitaire D’études Francaises, Université de Grenoble (1982-1983). Hun har siden 2011 været ansat som professor på musikterapiuddannelsen, AAU, og underviser i bl.a. musikterapiteori og -forskning, og har siden 2005 ligeledes været gæsteunderviser på musikterapiuddannelser i Norge (Bergen, Oslo), Sverige (Stockholm), Australien (Melbourne), og Tyskland (Würzburg).

## Baggrund, karriere og videnskabelige bidrag
Hanne Mette Ochsner Ridder er opvokset i Bukoba, Tanzania (1963-1967), og siden i Aarhus, Danmark. Hun har undervist og/eller arbejdet som musikterapeut på Ruhija Musical Academy i Tanzania (1989-1990), Tolne Efterskole (1990-1991), Institut zur Musikalischen Förderung Behinderter, Paderborn, Tyskland (1991-1993) og Plejehjemmet Caritas, Aarhus (1995-2000).  

Hun sidder i Alzheimerforeningens bestyrelse (fra 2017) og Alzheimer-forskningsfonden (fra 2017) og har deltaget i Sundhedsstyrelsens ekspertpanel til udformning af en National forskningsstrategi for Demens som udkom 2019. Hun er medlem af Institutrådet ved Institut for Kommunikation og Psykologi, AAU (fra 2010) og ph.d.-udvalget ved det humanistiske fakultet (fra 2011) og har siddet i det humanistiske fakultets Human Research Ethics Board (HREB) (2011-2014) og i AAUs etik-praksisudvalg som repræsentant for det humanistiske fakultet (2015-2018). Hun har været formand for European Music Therapy Confederation (2010-2016) og for Dansk Musikterapeutforening (2006-2010), og er medlem af det paneuropæiske demensforskningsnetværk INTERDEM, samt Dansk netværk for forskning i psykosocial intervention ved demens og Dansk forskningsnetværk for reminiscens.

Hendes forskning er rettet i mod, hvordan musik kan bidrage til at skabe samvær og kommunikation hos mennesker med svær demens.   Endvidere hvordan plejepersonale og pårørende kan inddrage musik i hverdagen for at skabe kontakt og øge livskvalitet.  Hun har i sin forskning fokus på, hvordan musik og sang kan have en forebyggende og sundhedsfremmende effekt i forhold til almindelig aldring og demens.  Ydermere om musikterapi kan bidrage til at reducere adfærdsmæssige og psykologiske symptomer hos personer med svær demens, og hvordan en effekt af musikterapien kan vurderes.   I et nuværende forskningsprojekt som er støttet af Veluxfonden, undersøger hendes forskningsgruppe betydningen af PersonAfstemt Musikalsk Interaktion (PAMI) og omsorgsgiveres kompetencer mht. at indgå i sådanne interaktioner . Hendes forskning spænder således metodologisk fra kontrollerede kliniske forsøg til case-designs og eksplorative undersøgelser af psykosociale metoder.